# 小川伸一
小川 伸一（おがわ しんいち、1948年 - ）は、日本の軍事学者。元防衛省防衛研究所研究部長。専門は核戦略、核軍備管理・軍縮、日本の安全保障問題。国際安全保障学会役員。

## 略歴
- 1948年 富山県東礪波郡庄川町（現在の砺波市）生まれ。
- 1972年　金沢大学法文学部法学科卒業。
- 1974年　同大大学院法学研究科修士課程修了。
- 1977年　カナダのカールトン大学大学院修士課程修了。
- 1978年　防衛庁防衛研修所。
- 1988年　イェール大学大学院政治学研究科博士課程修了。Ph.D.取得。
- 2004年　防衛研究所研究部長。

退官後の現在は、立命館アジア太平洋大学客員教授。　　

## 日本の核武装に関する見解
2003年時点で、小川は「日本が核武装する事に合理性は見いだせず、非現実的である。」とする見解を述べている。

## 著書

### 単著
- 『「核」軍備管理・軍縮のゆくえ』（芦書房, 1996年）

### 共著
- 『戦争の本質と軍事力の諸相』（彩流社, 2004年）
- 『核軍縮核不拡散の法と政治―黒澤満先生退職記念』（信山社, 2008年）
- 『抑止力を問う―元政府高官と防衛スペシャリスト達の対話』（かもがわ出版, 2010年）